# 부브레역
부브레역(프랑스어: Gare du Bouveret, 독일어: Bahnhof Bouveret)은 스위스 발레주에 있는 포르발레 지자체에 있는 기차역이다. 생젱골프-생모리스선의 중간 정류장이며, 지역 열차로만 운행된다.

## 운행편
다음 서비스는 부베레에서 정차한다.
- 레기오 : 생젱골프와 브리크사이를 매시간 운행한다.